# Francesco Manfredini
Francesco Onofrio Manfredini, född den 22 juni 1684 i Pistoia vid Florens, död där den 6 oktober 1762, var en italiensk violinist och kompositör under senbarocken.
Han lärde sig musik som korgosse och fiolspelare i den berömda musikskolan i katedralen San Petronio i Bologna. Hans lärare var Giuseppe Torelli, Girolamo Nicolò Laurenti och Giacomo Antonio Perti.
Efter denna utbildning övertog han posten som violinist vid kyrkan San Spirito i Ferrara. Efter att ha verkat där i åtta år återvände han till San Petronio i Bologna.
Under en vistelse i Venedig år 1711 gjorde han furst Antonio I Grimaldis bekantskap, i vars tjänst han trädde för sexton år. Han tillägnade fursten sina konserter Opus 3.
1727 flyttade Manfredini tillbaka till sin födelsestad Pistoia, där var han kapellmästare vid katedralen San Filippo till sin död.
Hans söner var kastraten och kompositören Giuseppe Manfredini och kompositören Vincenzo Manfredini.

## Verk
- 2 oratorier i Bologna
- 4 oratorier i Pistoia (1719-1728)
- Concerto a violino solo et orchestra
- 12 Concertini per camera a violini e basso opus 1 (Bologna 1704)
- Sonata in trio (i Corona di dodifice fiori armonico, Bologna 1706)
- 12 Sinfonie da chiesa a 2 violini, viola ad libitum e basso opus 2 (Bologna 1709)
- 12 Concerti op. 3 (Nr. 12 är den kända julkonserten) (Bologna 1718)
- Six Sonates pour deux Violons et B.C. (London postumt 1764)
- Fler konserter för olika sättningar
- Tractus Regole armoniche (Venedig 1775) teoretiskt verk om musikdramer.